# 61 Cygni
61 Cygni (61 Cyg, talvolta chiamata la Stella di Bessel o la Stella Volante di Piazzi) è una stella binaria visibile nella costellazione del Cigno. Consiste di una coppia di stelle arancioni di sequenza principale poco più piccole del Sole, che orbitano attorno al comune centro di massa in circa 659 anni. Di magnitudine 5 e 6, le componenti di 61 Cyg sono tra le stelle più deboli visibili ad occhio nudo senza alcuno strumento ottico.
61 Cygni ha attratto l'attenzione degli astronomi sin dal XIX secolo a causa del suo alto moto proprio. Nel 1838 Friedrich Wilhelm Bessel, astronomo presso l'osservatorio di Königsberg, sfruttando il metodo della parallasse, ha misurato la sua distanza dalla Terra quantificandola in circa 10,4 anni luce, un valore molto prossimo a quello accertato di circa 11,36 anni luce, che la rendono una delle stelle più vicine alla Terra.
Nel corso del XX secolo diversi astronomi hanno annunciato, a seguito di misurazioni astrometriche del sistema, di aver scoperto la presenza di uno o più pianeti in orbita attorno alle due componenti; le recenti misurazioni ad alta precisione hanno però escluso questa possibilità.

## Osservazione

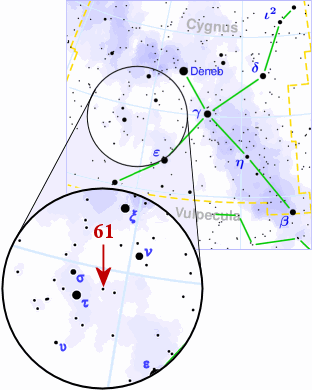
La posizione di 61 Cyg all'interno della costellazione

La stella 61 Cygni è individuabile grazie a τ Cygni, un astro di quarta magnitudine facile da individuare, poiché con le stelle Deneb, Sadr e Gienah (α, γ ed ε Cygni) forma un rettangolo, di cui τ costituisce il vertice nordorientale; 61 Cygni si individua a circa un grado a nordovest di questa stella, e appare come una stellina di quinta magnitudine appena percepibile sotto un cielo poco inquinato. Sullo sfondo si trova un tratto poco appariscente della scia chiara della Via Lattea, che risente in parte dell'oscuramento ad opera delle nubi oscure della Fenditura del Cigno.
Data la sua declinazione di +38,4°, 61 Cyg è una stella dell'emisfero celeste boreale; questa declinazione fortemente settentrionale fa sì che essa possa risultare visibile solo da latitudini a nord di 51° S, mentre a nord di 51° N appare circumpolare, ossia non tramonta mai sotto l'orizzonte. Essendo una stella boreale, è facilmente osservabile dall'emisfero nord terrestre, in cui è visibile nel cielo della sera in particolare nelle notti estive e autunnali, quando si presenta molto alta nel cielo. Alle latitudini temperate medio-basse boreali si può osservare allo zenit nelle sere di fine agosto. Dall'emisfero australe la sua visione è molto penalizzata e può essere scorta dalle aree temperate molto bassa sull'orizzonte nord.
Un osservatore che utilizzi un binocolo da 7×50 riesce a scorgere 61 Cygni a due campi osservativi a sud est di Deneb; la separazione delle due stelle costituenti il sistema è lievemente superiore alla grandezza angolare media di Saturno (16–20″). Di conseguenza, se le condizioni osservative sono quelle ideali, il sistema può esser facilmente risolto da un telescopio da 6 mm di apertura.

## Storia delle osservazioni

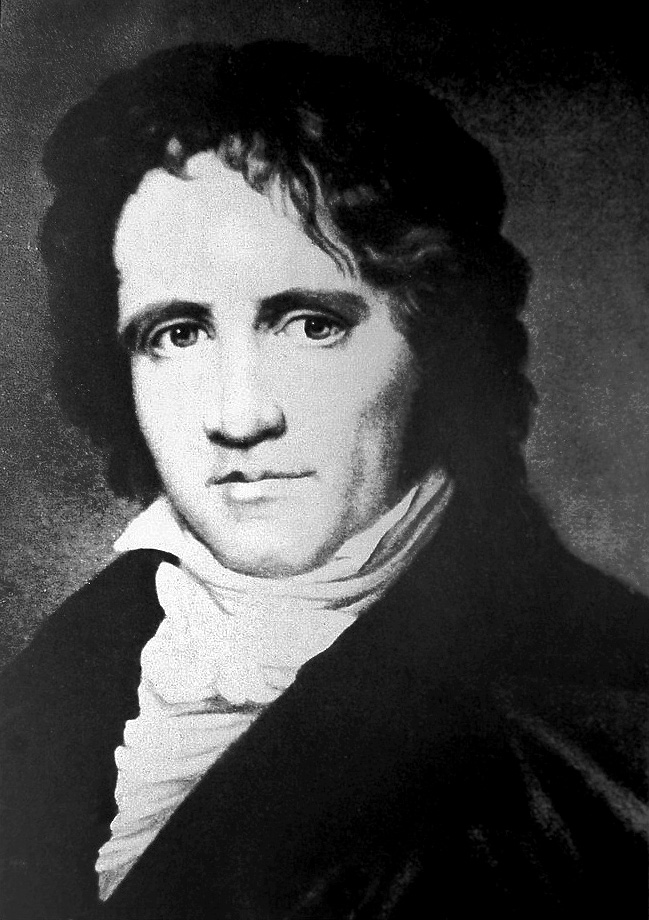
F. W. Bessel, che per primo misurò la parallasse di 61 Cyg.

La caratteristica più peculiare di 61 Cygni è il suo alto moto proprio, che ha attratto l'attenzione degli astronomi sin dal XIX secolo. Questa caratteristica fu identificata per la prima volta nel 1804 da Giuseppe Piazzi, che battezzò 61 Cyg La Stella Volante; la scoperta di Piazzi tuttavia ricevette scarsa attenzione, poiché condusse le sue osservazioni in uno spazio di tempo (circa 10 anni) ritenuto troppo breve. Fu necessario attendere il 1812, quando Friedrich Wilhelm Bessel pubblicò uno scritto che pose la stella al centro dell'attenzione della comunità astronomica. L'elevato moto proprio, il più alto sino ad allora rilevato, rese 61 Cygni papabile per la determinazione della sua distanza tramite il metodo della parallasse non appena la qualità degli strumenti osservativi raggiunse livelli tali da consentirne la corretta effettuazione. La misura fu compiuta nel 1838 e permise di ottenere un valore di 313,6 mas (equivalenti ad una distanza 10,4 anni luce), relativamente vicino al valore accettato di 287,18 mas (che corrispondono a 11,36 anni luce). 61 Cygni fu quindi la prima stella (escludendo il Sole) di cui fu misurata la distanza dalla Terra.
Pochi anni dopo fu scoperto che un'altra stella, Groombridge 1830, possedeva un moto proprio più elevato; 61 Cygni rimaneva ad ogni modo la stella visibile ad occhio nudo col maggior moto proprio (Groombridge 1830, con una magnitudine di 6,4, può esser vista solo in condizioni di eccezionale oscurità). Successivamente, osservazioni eseguite col satellite Hipparcos avrebbero condotto alla scoperta di stelle con moto proprio ancor più elevato e avrebbero retrocesso 61 Cygni al settimo posto di questa peculiare "graduatoria".
Nel 1911 il valore della parallasse ottenuto da Bessel fu affinato da 0,3136 a 0,310, mentre le osservazioni condotte presso lo Yerkes Observatory permisero di misurare la velocità radiale del sistema in −62 km/s; tale valore, combinato con il suo moto proprio di circa 79 km/s, restituisce una velocità spaziale di circa 100 km/s, che appare orientata verso un punto posto a circa 12° a ovest della Cintura di Orione. Nello stesso anno Benjamin Boss pubblicò alcuni dati astrometrici che indicavano che il sistema di 61 Cygni facesse parte di un'associazione stellare, che comprendeva 26 possibili membri, tra cui β Columbae, π Mensae, 14 Tauri e 68 Virginis. La velocità spaziale di queste stelle è compresa tra 105 e 114 km/s in relazione alla posizione del Sole.
Nel 1830 Friedrich Georg Wilhelm von Struve fu il primo ad annunciare la natura binaria della stella; tuttavia rimase incerto per alcuni anni se si trattasse di una coppia gravitativamente legata o di un semplice effetto prospettico, data l'ampia separazione angolare delle due componenti. Le iniziali misurazioni della parallasse di ciascuna di esse restituirono inizialmente dei risultati differenti: 0,360" per A e 0,288" per B, il che indicava una separazione di oltre due anni luce. Tali misurazioni furono nuovamente effettuate nel 1917 e dimostrarono che la separazione reale tra le due componenti era nettamente inferiore; l'effettivo legame gravitazionale tra le due componenti fu definitivamente chiarito nel 1934, quando furono resi noti i parametri orbitali del sistema.

## Il sistema

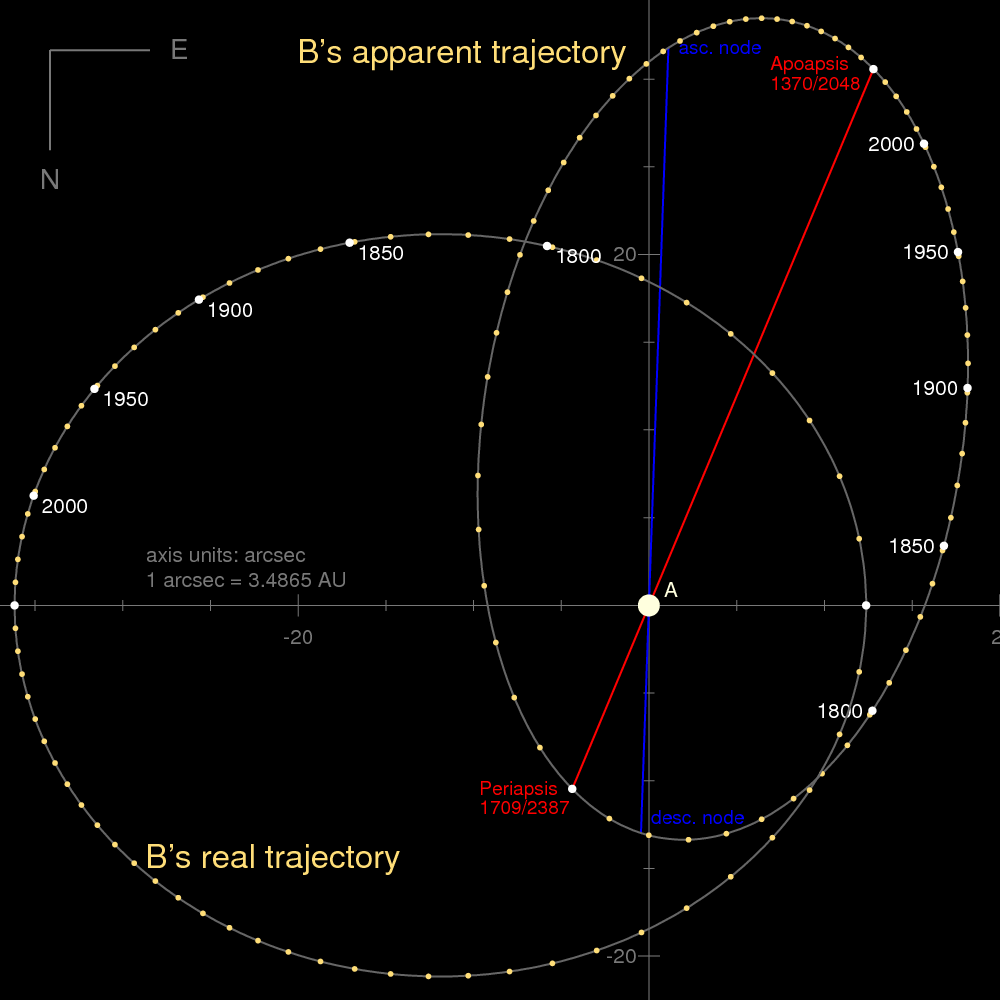
Il moto orbitale di 61 Cyg B rispetto alla componente A come appare visto dalla Terra e come apparirebbe in una visuale frontale. Ogni punto corrisponde a circa 10 anni.

Sebbene a occhio nudo appaia come una singola stella, 61 Cygni è in realtà un sistema binario, costituito da una coppia di stelle arancioni di sequenza principale, 61 Cygni A e 61 Cygni B. Le due componenti orbitano attorno al comune baricentro in un periodo di 659 anni, con una separazione media di circa 84 unità astronomiche (UA). L'elevato valore di eccentricità dell'orbita (0,48) indica che la separazione delle due componenti differisce in maniera consistente tra i due apsidi, variando tra le 44 UA al periastro e le 124 UA all'afastro. L'ampiezza dell'orbita della coppia rende difficile misurare la massa delle due componenti, e l'accuratezza di questi valori rimane oggetto di controversia; in futuro si spera di risolvere la questione tramite l'utilizzo delle tecniche astrosismologiche. L'alta velocità spaziale del sistema in relazione al Sole, quantificata in 108 km/s, è responsabile dell'elevato moto proprio osservato. Il valore negativo della componente trasversale del moto, ovvero la velocità radiale, indica che la stella si sta avvicinando al sistema solare; si ritiene che raggiungerà la distanza minima tra circa 20 000 anni, quando dagli attuali 11,4 anni luce si porterà a soli 9 anni luce.

### 61 Cygni A
La componente A del sistema di 61 Cyg è una stella di magnitudine 5,2 di classe spettrale K5 V, che possiede circa il 70% della massa del Sole, il 66,5% del suo diametro e circa il 20% della sua luminosità. La metallicità della stella, misurata in base all'abbondanza di ferro, è pari al 79% di quella della nostra stella.
61 Cyg A possiede un'attività magnetica più intensa rispetto a quella registrata sul Sole; gli studi mostrano la presenza di un complesso ciclo di attività, analogo al ciclo solare, con un periodo di circa 7,5 ± 1,7 anni. La combinazione dell'attività delle macchie fotosferiche e dell'attività cromosferica rendono 61 Cygni A membro della classe di variabili note come BY Draconis. La superficie stellare manifesta una rotazione differenziale, con periodi che a seconda della latitudine variano da 27 a 45 giorni, con una media di 35 giorni. Presenta inoltre una discreta attività eruttiva del tipo UV Ceti.

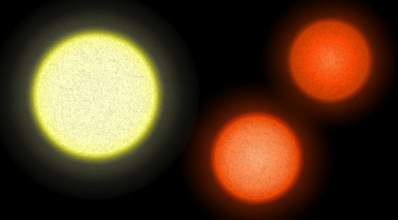
Raffronto tra le dimensioni del Sole (sinistra), di 61 Cygni A (in basso) e 61 Cygni B (in alto a destra)

Il vento emesso da 61 Cyg A produce una bolla (astrosfera) all'interno del mezzo interstellare circostante, appartenente alla Nube Interstellare Locale. Coincidente con la direzione del moto del sistema attorno al centro galattico, la bolla si estende sino a una distanza dalla stella di sole 30 UA, pari circa alla distanza che nel sistema solare separa il Sole da Nettuno; questa distanza è nettamente inferiore a quella che separa 61 Cyg A dalla componente B, il che dunque indica che le due stelle non condividano una comune astrosfera, come invece accade in sistemi binari più stretti. La sua compattezza è probabilmente il risultato della debole intensità del flusso di particelle del vento e della velocità relativamente alta con cui il sistema si muove attraverso il mezzo interstellare.

### 61 Cygni B
La componente B del sistema è lievemente più piccola della compagna; di magnitudine 6,1 e classe spettrale K7 V, possiede circa il 63% della massa solare, il 67% del suo diametro e circa il 15% della sua luminosità. La metallicità della stella, misurata in base alla abbondanza di ferro, è pari al 70% di quella del Sole.
61 Cygni B manifesta una variabilità più caotica rispetto a quella di A, caratterizzata dalla comparsa di frequenti brillamenti; sembra inoltre possedere un ciclo di attività di circa 11,7 anni. La stella presenta un'attività eruttiva del tipo UV Ceti piuttosto pronunciata, e la sua cromosfera risulta del 25% più attiva rispetto a quella della componente A. A causa della rotazione differenziale, il periodo di rotazione della stella varia a seconda della latitudine da 32 a 47 giorni, con un valore medio di 38 giorni.

### L'età del sistema
Gli astronomi non sono concordi nell'esatta stima dell'età del sistema, per via dei differenti risultati ottenuti con i differenti metodi d'indagine. Infatti, mentre le misurazioni sui moti spaziali restituiscono un valore prossimo ai 10 miliardi di anni, l'analisi della velocità di rotazione (girocronologia) restituisce invece un valore ben più modesto, pari a 2,0 ± 0,2 miliardi di anni; ancora, le indagini basate sulla misurazione dell'attività cromosferica restituiscono dei valori diversi per le due componenti, ovvero 2,36 miliardi di anni per A e 3,75 per B. La stima dell'età basata sui modelli dell'evoluzione stellare restituisce invece un valore molto più basso, ponendo come limite superiore 0,44 e 0,68 miliardi di anni. Tuttavia, un modello evolutivo che si serve del codice CESAM2k, sviluppato dall'osservatorio della Costa Azzurra, restituisce un'età per la coppia pari a 6,0 ± 1,0 miliardi di anni.

## Ipotesi e ricerca di oggetti substellari
Per via della sua vicinanza al sistema solare, 61 Cygni è oggetto di ricerche incentrate sull'individuazione di oggetti substellari (pianeti o nane brune); in diverse occasioni è stata annunciata la presenza di oggetti di piccola massa invisibili in orbita attorno a una delle componenti di 61 Cyg, ma ad oggi nessuna di queste scoperte è stata confermata. Nel 1942 Kay Aage Gunnar Strand, allora direttore dello United States Naval Observatory, utilizzando delle osservazioni fotografiche effettuate negli osservatori di Potsdam, Lick, e Sproul, individuò delle piccole ma regolari variazioni nelle orbite di 61 Cygni A e B, il che gli fece ipotizzare la possibile esistenza di un terzo corpo orbitante attorno a 61 Cygni A. In un articolo del febbraio 1957, Strand analizzò molti dati e giunse alla conclusione che l'oggetto era di circa 8 masse gioviane ed orbitava attorno alla stella in 4,8 anni, il che suggeriva una distanza media orbitale (semiasse maggiore) di circa 2,4 UA (359 milioni di km), pressappoco la medesima distanza del limite interno della fascia principale degli asteroidi nel sistema solare. A causa della sua piccola massa e del diametro pari a 1/10 del Sole, questo oggetto non ancora confermato venne chiamato 61 Cygni C.

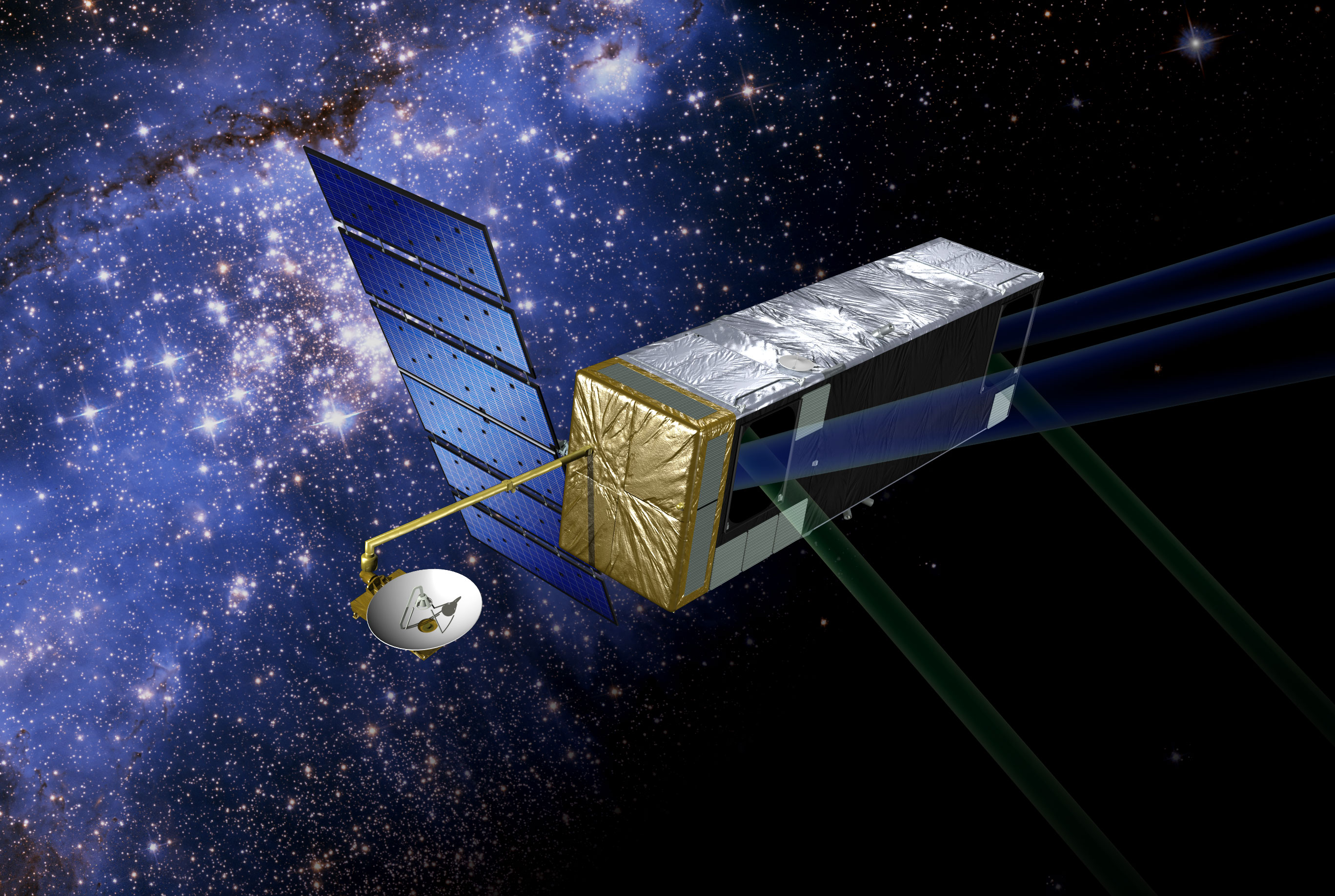
Le due componenti del sistema di 61 Cyg sono state scelte come obiettivi della missione Space Interferometry Mission (nell'immagine), allo scopo di rintracciare eventuali esopianeti di tipo terrestre.

Nel 1977 un'équipe di astronomi sovietici dell'Osservatorio di Pulkovo, presso San Pietroburgo, ipotizzarono la presenza di ben tre pianeti: due giganti gassosi di massa rispettivamente 6 e 12 volte quella di Giove in orbita attorno a 61 Cyg A, ed un terzo di 7 masse gioviane attorno a 61 Cyg B. L'anno successivo Wulff Dieter Heintz annunciò l'individuazione di un oggetto con una massa pari al 6% della massa del Sole (60 masse gioviane), ma verificò in questo modo che i dati iniziali non erano corretti.
Poiché sino ad ora non è stato individuato nessun oggetto di massa planetaria attorno alle stelle del sistema, un gruppo di lavoro del McDonald Observatory ha calcolato dei parametri-limite che potrebbero possedere eventuali pianeti in orbita attorno ad una delle due componenti del sistema: questi avrebbero masse comprese tra 0,07 e 2,4 masse gioviane e disterebbero dalla stella madre tra 0,05 e 5,2 UA. Entrambe le stelle sono state scelte come obiettivi principali per la missione della NASA Space Interferometry Mission, potenzialmente in grado di individuare pianeti di almeno 3 masse terrestri ad una distanza di 2 UA dalla stella. Le misurazioni spettroscopiche hanno rilevato la presenza di un eccesso di radiazione infrarossa, dovuto alla presenza di un disco di polveri attorno a una o a entrambe le componenti; tale disco si troverebbe ad una distanza ravvicinata alle componenti stellari, motivo per il quale non è ancora stato possibile risolverlo tramite le strumentazioni ottiche.
Per poter ospitare acqua liquida in superficie, un ipotetico pianeta di tipo terrestre dovrebbe trovarsi a sole 0,30 UA (44,9 milioni di km) dalla componente A e ad appena 0,20 UA (29,9 milioni di km) dalla componente B; a queste distanze, pari rispettivamente ai tre quarti e alla metà della distanza che separa Mercurio dal Sole, i pianeti avrebbero un periodo orbitale, rispettivamente, di 76,8 e 46,6 giorni, e, probabilmente, una rotazione sincrona.

## Nella cultura di massa
La presunta scoperta da parte di Strand di un pianeta in orbita attorno a 61 Cygni A colpì lo scrittore di fantascienza Hal Clement, che nel 1953 diede alle stampe Stella doppia 61 Cygni. In assenza di dati certi, Clement si prese alcune libertà nel creare il «suo pianeta», Mesklin. Il processo che condusse all'invenzione delle caratteristiche del pianeta è descritto nell'articolo Whirligig World (Mondo trottola nelle versioni in italiano) pubblicato su Astounding Science Fiction nel giugno dello stesso anno.